# 新潟県立長岡高等学校
新潟県立長岡高等学校（にいがたけんりつ ながおかこうとうがっこう）は、新潟県長岡市にある高等学校である。略称は長高（ちょうこう）。
長岡地区の高等学校で唯一スーパーサイエンスハイスクール（SSH）に指定されている。校舎の正門は国の登録有形文化財（建造物）に登録されている。
1948年に学制改革により旧制中学校（男子高）から新制高等学校となり、1950年に男女共学となった。現在では理数科の生徒は男子が女子より多いものの、普通科の女子生徒が男子生徒数を上回るため、全体では女子生徒数が男子生徒数より多くなっている（2024年度）。

## 概要

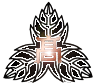
校章

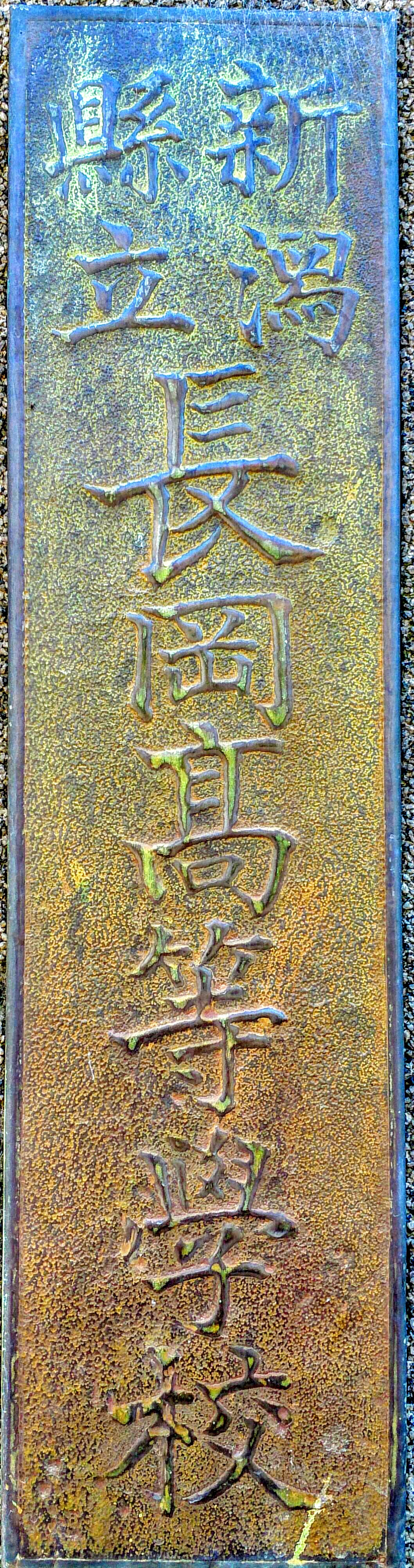
学校表示

1872年創立の長岡洋學校を起源とする。越後長岡藩は慶應義塾の三藩として支援していた経過があり、三島億二郎の尽力により、かつてより親交があった福沢諭吉より藤野善蔵(後に慶應義塾塾長)を招聘して開学した。長岡洋学校は城泉太郎(徳島慶應義塾校長)、三島徳蔵を校長に迎えるなど、慶應義塾との繋がりが深く淵源としている。そのため長岡藩校を起源とはしていない(参考「慶應義塾史辞典」「福沢諭吉辞典」。校歌も「洋学校の開始より」との歌詞がある)。
明治初期に全国各地に慶應義塾塾生が分校、姉妹校、関係校を作ったが、現存する数少ない学校である（他に現存する学校として「三田予備校・三田洋学校」を源流とする錦城学園高等学校がある）。
その後、私立学校、古志郡立学校、古志郡町村立学校など運営者の変遷、幾多の改称を経て、1948年に現在の名称となった。なお県立となるまで、校長は慶應義塾から招聘されることが多かった。
上級学校への進学に対応した授業カリキュラムが編成されており、1時間あたりの授業時間は55分、月曜日と木曜日に至っては7時間授業の実施となっている。（※木曜日は理数科のみ実施）
中越地域のターミナル駅である長岡駅から程近く、学区制が撤廃された現在は中越地方全域から公共交通機関を利用して通学する生徒が多い。
元々は制服のある学校であったが、1972年の制服撤廃宣言を経て私服校となった。
文武両道を志しており、4年制大学への進学率は国公立大学を中心に通年で高い。
1990年代に理数科が設置されてからしばらくの間は最も学校規模の大きかった時期で、1学年普通科10学級と理数科1学級の計11学級を擁しており、教室の不足を補うために生徒玄関近くにプレハブ2階建ての教室が設置されていた。（2006年撤去）

### 校歌
- 『新潟県立長岡高等学校第一校歌』（旧制長岡中学時代に制定） - 作詞：本富安四郎・作曲：植村クニ
- 『新潟県立長岡高等学校第二校歌』（創立70周年を記念し、戦前の1941年に制定。終戦後の1951年に作詞者に依頼し歌詞の一部を改訂） - 作詞：堀口大學・作曲：深井史郎

1876年12月1日の長岡学校の開校式に臨んだ新潟県令・永山盛輝による和歌「『長岡中学校の開校を祝て』長岡の文の林に生立る わか木は国のはしらとぞなれ」が、第二校歌の歌詞となっている。
この校歌は起源が同じ長岡市立阪之上小学校の校歌「文の林に生い立てる 若木は国のはしらぞと」と類似している。

### 応援歌
応援歌は多数あるが、特に「出塞賦（しゅっさいふ）」を唄うことが多い。
その歌詞には「蒼竜」という河井継之助の雅号、「龍啼（りゅうてい）」という河井継之助の愛馬の名前、「柴廟（蒼柴神社のこと）」「兜城下（かぶとじょうか）」などの歌詞から、戊辰戦争の際に、長岡城から出陣する河井継之助と長岡藩士の様子を連想させるものとなっている。

### 制服
上述のとおり制服は廃止されている。学帽用の帽章、学生服用のボタン（校章入）は販売されている。入学式に校章入りボタンの学生服を着用する生徒は多い。概ね4月中には私服となるため、ほとんどの生徒は入学記念の購入である。一部の体育会系の部活動の生徒では学生服を着用する生徒がいるが、制服が存在しないため学生服であってもあくまでも「私服」であり、学生服を着ていると理由を尋ねられることがある。卒業式は多くの生徒がスーツなどを着用する。かつての女子生徒用の制服は記念資料室に展示されている。

### 特色
2007年度にコース制導入に伴い理数科を2学級設置とし、2011年度より普通科は6学級設置となった。普通科は2年次より文系・理系に分かれる。
新潟県内の医師不足を懸念する県教育委員会の方針 により、理数科では2年次から「メディカルコース」と呼ばれる国公立・私立大学の医薬系を目指す専攻コースが設置されている。（同様の動きは県立新潟高校・高田高校・三条高校でもみられる）
理数科のメディカルコースでは長岡市医師会の全面的協力のもと、1年次に5回・2年次に3回、医師と看護師による「医療講演会」を実施しており、1年次の6月 - 8月には病院見学会も実施している。
同科のサイエンスコースでは長岡市内に本部を置く国立長岡技術科学大学と技能連携をし、発展した授業が展開されている。

### 校則
制服廃止校(自由化ではない)で大学生同様の服装で登校できる、自由な校風であり、原動機付自転車や自動車運転免許も取得可能であり、長期休暇中のアルバイトも可能である（ただし届出制）。しかしA4用紙で2枚程度の「生徒心得」があり、以下のような行為は禁止されている。
- 自動二輪免許の取得
- 原動機付自転車、自動車で通学のための校内への乗入れ、駐車
- 雪の日の自転車での登校

そのほか、スキー授業で使用するスキーを、宅急便などで学校へ送りつけることは出来ない（過去にそのような事例があったため）。
校内での集会開催は許可制であるが、これは他の県施設の庁舎管理規制と同様であり、学校という性質上、他県施設より内容が緩和されている。

### 同窓会組織
旧制中学卒業生と新制高校卒業生と一緒に開催し、長岡総会、東京同窓会、新潟和同会、関西支部総会など各地、各職域で活発に行われている。東京同窓会では同校卒業生の元日本テレビアナウンサーの松永二三男、櫻井よしこが司会を行っていたこともある。長岡まつり花火大会においては卒業年次の有志で花火を打ち上げるなどの活動を行っている。

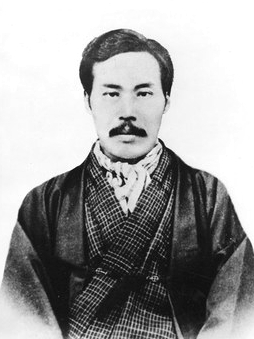
初代教頭　藤野善蔵（教頭退職後の翌明治6年、慶應義塾塾長に就任）

## 設置課程
- 全日制課程
  - 普通科（6学級設置）
    - 文系
    - 理系
- 全日制課程
  - 理数科（設置：1995年度・2学級設置）
    - メディカルコース（医歯学系・設置：2007年度）
    - サイエンスコース（技術系・設置：2007年度）

### 廃止された課程
- 定時制課程（廃止：1986年度）

## 学校行事
- 4月 - 入学式・始業式・新入生オリエンテーション（1年）・遠足
- 5月 - 中間考査
- 6月 - 体育祭・陸上部会(クラス対抗)
- 7月 - 期末考査・第一部会（クラス対抗のスポーツ大会）
- 8月 - 和同祭（文化祭）・理数科研修旅行（2年）
- 10月 - 中間考査、普通科キャリアデザインツアー
- 12月 - 期末考査・第二部会（クラス対抗のスポーツ大会・3年除く）
- 2月 - 学校スキー（3年除く）
- 3月 - 1・2年学年末考査・卒業証書授与式・終業式

※修学旅行は1977年度以降実施されていない（理由は不明）。

## 生徒会活動
生徒会は「和同会」（わどうかい）と称し、校訓の『和而不同』（わしてどうぜず）を旨としている。本来の論語の意味に加えて「フラタニティ (Fraternity) 」の意味でも説明されている。和同会は井上円了により寄宿生の会として発足している。慶應義塾の影響を受け三田演説会に倣っていた。城泉太郎が教員に赴任した頃、自由民権運動が盛んな時代には、同じく教員だった橋本圭三郎とともに演説会を主催するなどの活動を行っていた。そのため自由民権運動団体の一つと扱われる。卒業生が各地域での同窓会も○○和同会と称しているため、和同会イコール生徒会ではないことに注意を要する。
- 総務（生徒会執行部）
- 会計局
- 書記局
- 新聞編集委員会
- 放送委員会
- 体育祭実行委員会
- 体育行事実行委員会
- 和同祭実行委員会
- 応援団

## ギャラリー

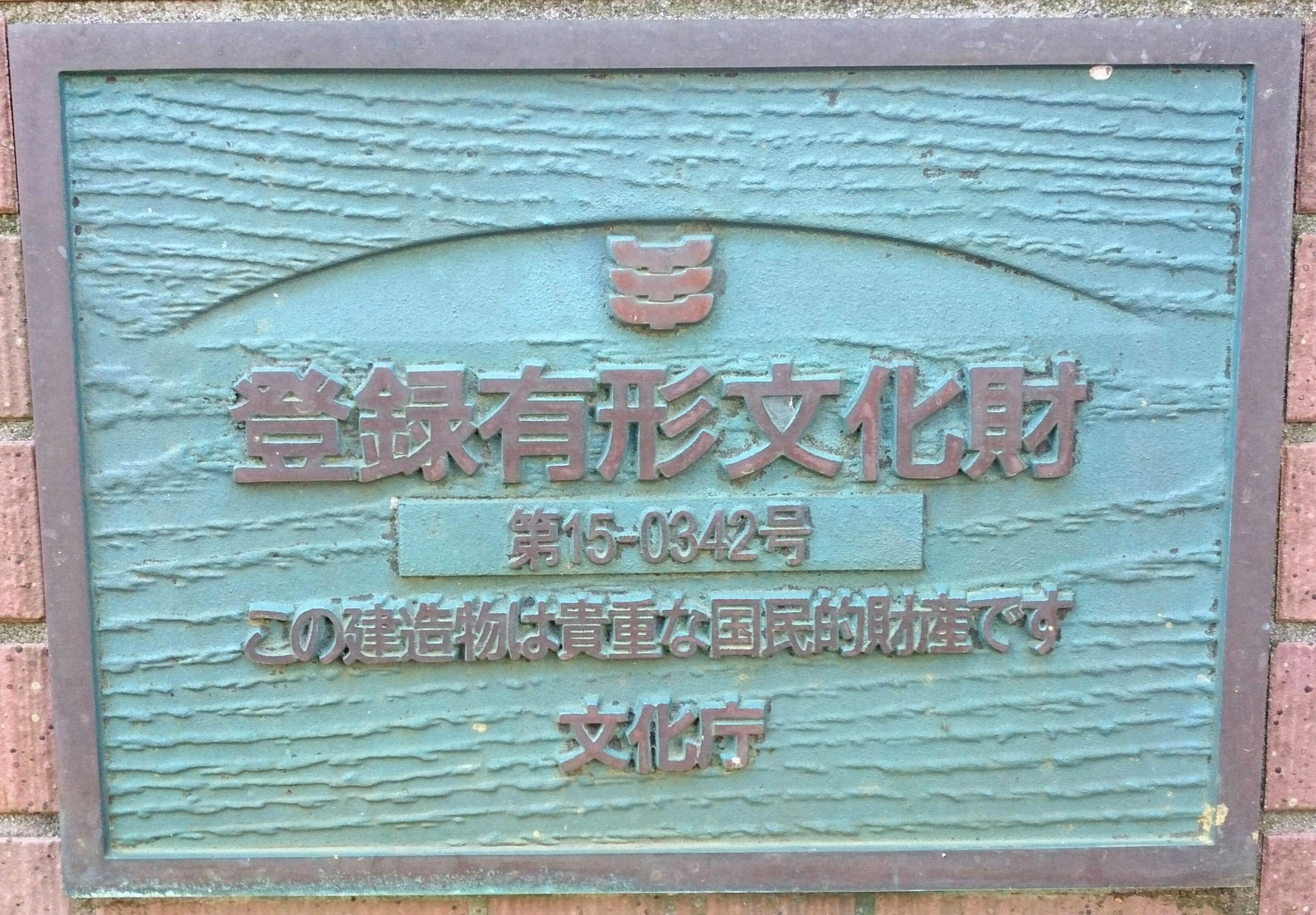
校門の登録有形文化財のプレート
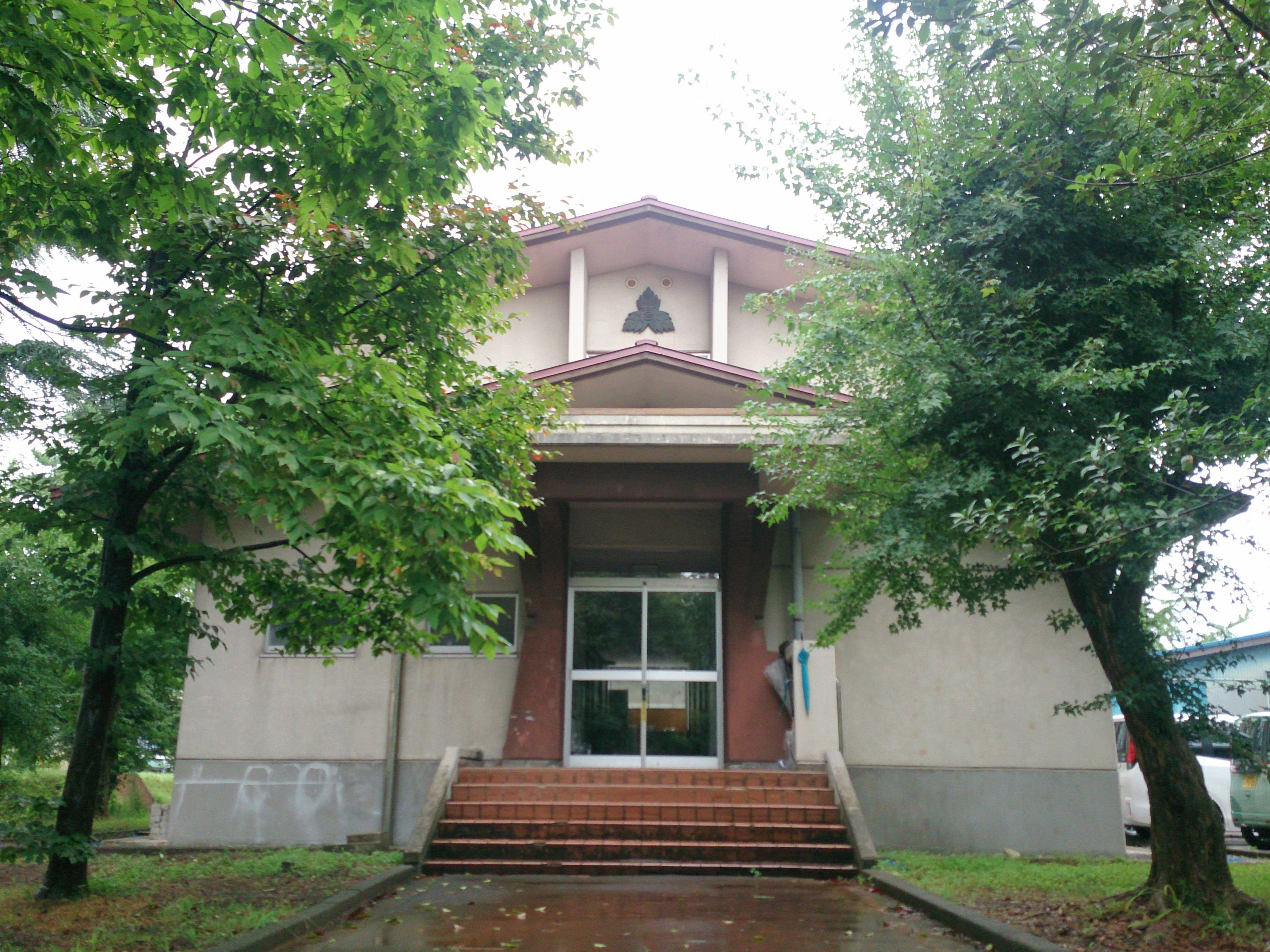
長髙会館

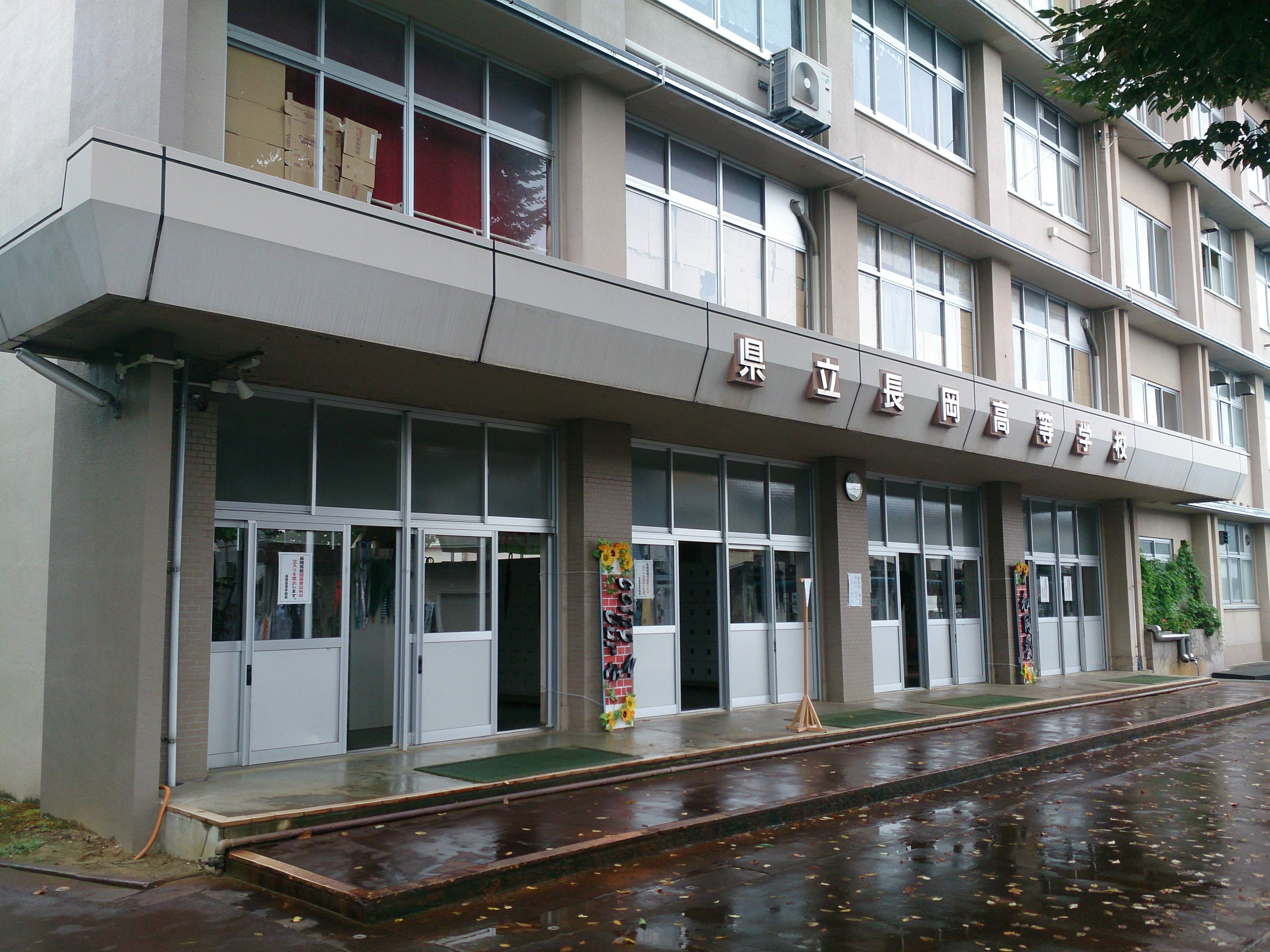
生徒玄関
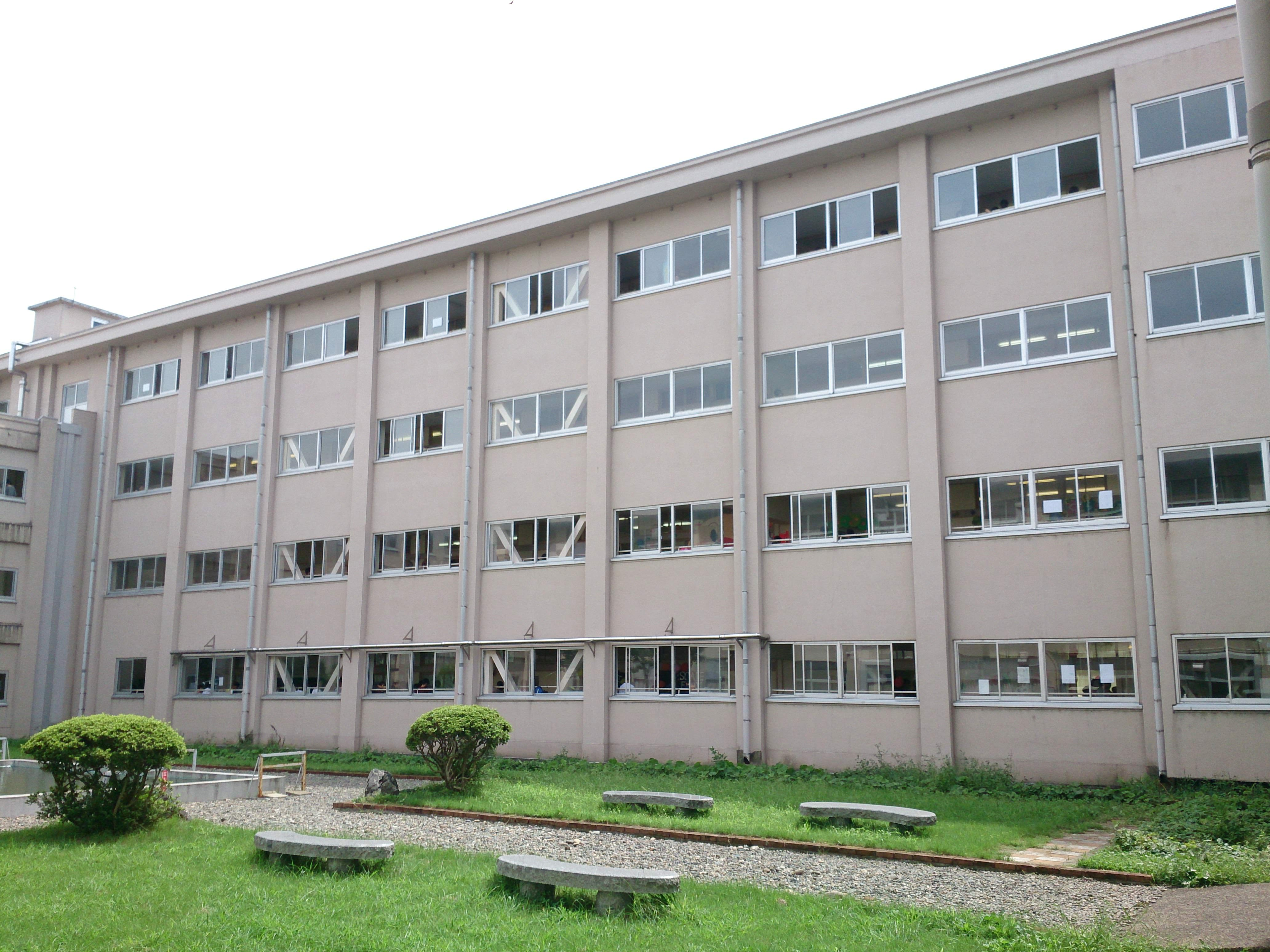
校舎
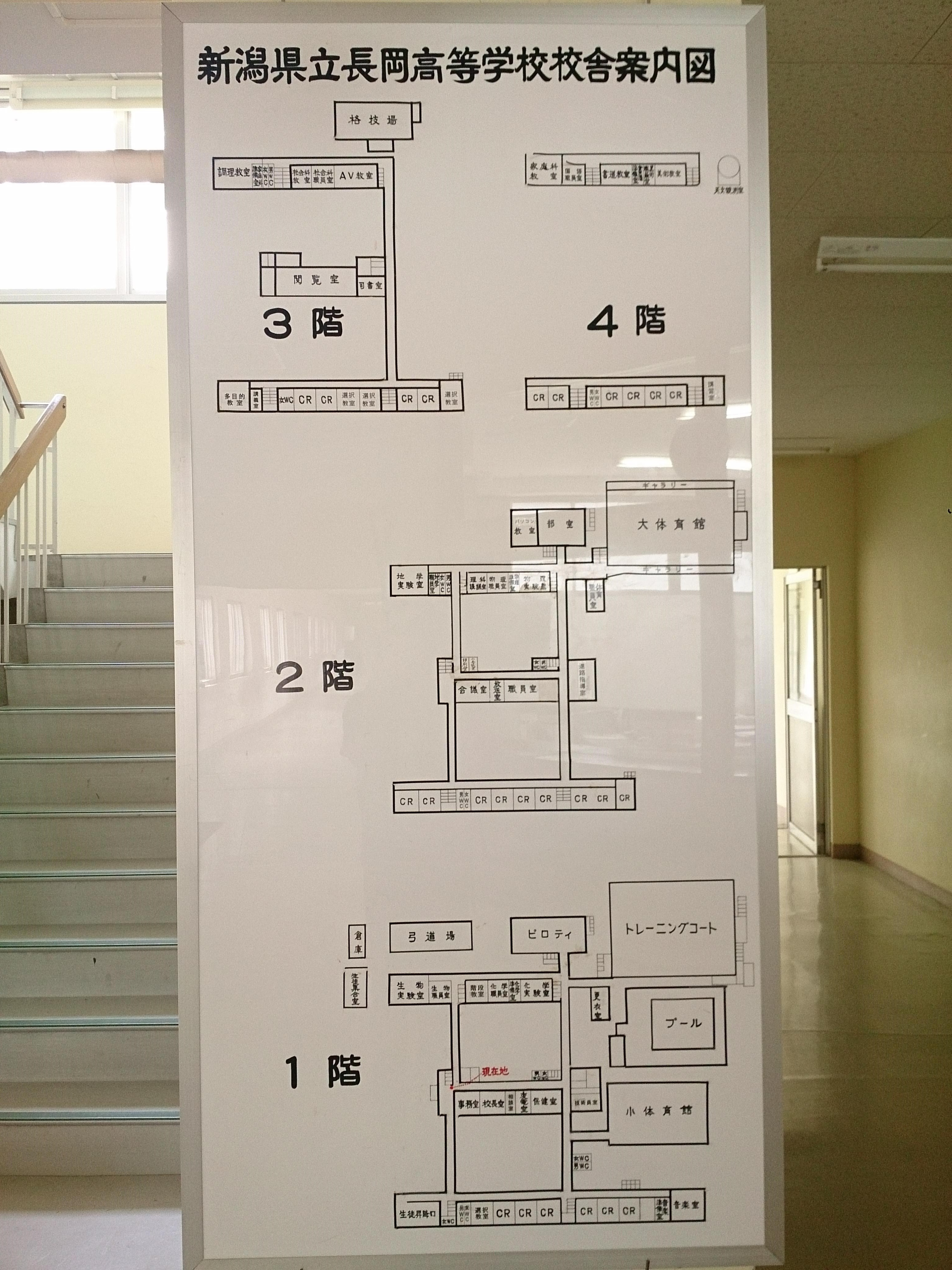
校舎案内図
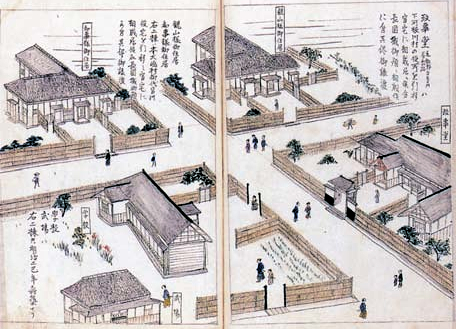
国漢学校を描いた絵図。『懐旧雑誌』（小川當知・1879））より。
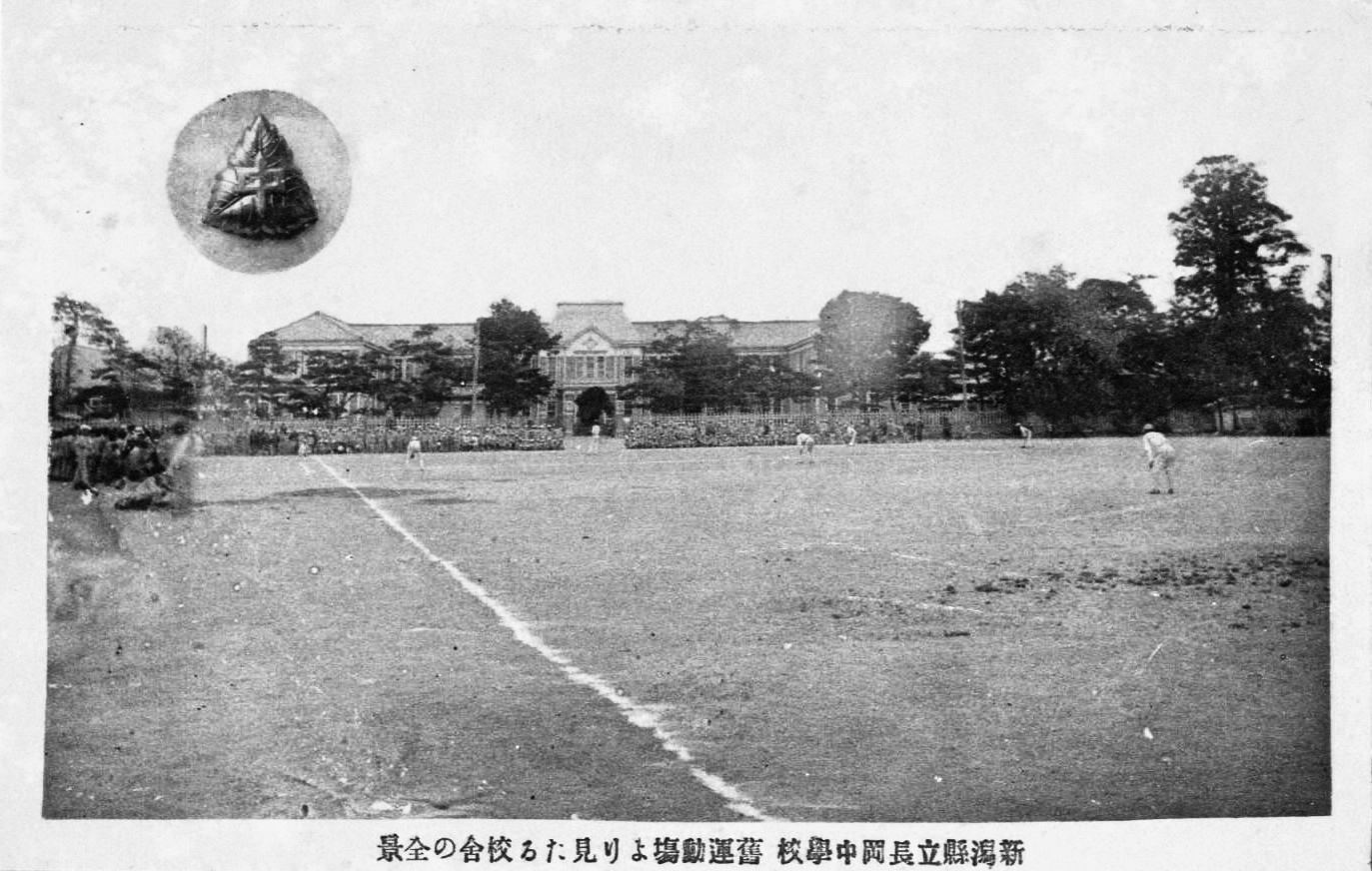
絵葉書『新潟県立長岡中学校 旧運動場より見たる校舎の全景』（1927年）。登録有形文化財の正門も見える。

## 沿革
- 1869年5月 - 1871年8月 - 小林虎三郎と三島億二郎等によって国漢学校（現：阪之上小学校の起源）が開設される。国漢学校は洋語・医学・兵などの五つの学校群に分かれ、この洋語の流れを汲むのが長岡洋学校である。国漢学校は廃藩置県によって柏崎学校の分校となり廃止。[11]
- 1872年12月23日（明治5年11月23日） - 三島億二郎等の尽力により、藤野善蔵(後の慶應義塾塾長)を迎えて長岡洋学校として開校する。
- 1873年11月 - 新潟学校第一分校となる。
- 1876年7月14日 - 私立長岡仮学校となる。
- 1876年10月20日 - 生徒・井上円了等、和同会を創設。寄宿寮舎生の演説会から、後に生徒会へと発展。
- 1876年11月 - 町村組合長岡学校となる。
- 1886年5月1日 - 私立長岡学校となる。明治19年6月の文部省令で学校は廃止となるが、明治19年10月に田中春回らが学校私議草案を県に提出し、存続。
- 1892年10月1日 - 古志郡町村立長岡尋常中学校となる。
- 1893年8月26日 - 古志郡立長岡尋常中学校となる。
- 1899年4月1日 - 新潟県古志郡立長岡中学校となる。
- 1900年4月1日 - 新潟県立長岡中学校となる。
- 1948年4月1日 - 学制改革により新潟県立長岡高等学校となる。
- 1948年6月1日 - 定時制開設。中心校・関原分校・来迎寺分校を設置。
- 1950年4月1日 - 男女共学開始、女子生徒7名入学。
- 1955年5月1日 - 三島郡越路町新設により、来迎寺分校を越路分校と改称。
- 1966年 - 本年度高校入試より学区拡張、三島学区と同学区となる。入試教科も9教科→5教科へ変更。
- 1970年3月31日 - 定時制・中心校閉校。
- 1972年3月 - 現在の校舎（普通教室棟・特別教室棟・管理室棟）が竣工する。
- 1972年9月27日 - 和同会総会において生徒会執行部より「制服制度廃止宣言文」が発表され、同日採択される。これに伴い制服が廃止される。[4]
- 1977年度 - 長岡高等学校で年間行事として実施されていた修学旅行がこの年の実施をもって中止になる。
- 1984年3月31日 - 定時制・越路分校閉校。
- 1986年3月31日 - 定時制・関原分校閉校。
- 1995年4月1日 - 理数科を設置。
- 2002年4月1日 - 
  - 文部科学省より、「スーパーサイエンスハイスクール」（SSH）に指定される。（1期終了 - 2004年度）
  - 完全週休2日制導入による授業数削減に対応するため、授業時間が1コマ65分から55分に短縮された。
- 2007年度 - 理数科の学科改変とコース制導入に伴い、2学級設置となる。
- 2011年度 - 普通科を6学級設置とする。
- 2011年10月28日 - 長岡高校正門が国の登録有形文化財（建造物）に登録される。
- 2013年4月1日 - 文部科学省より「スーパーサイエンスハイスクール」に再指定される。（2期終了 - 2017年度）
- 2018年4月1日 - 文部科学省より「スーパーサイエンスハイスクール」に再指定される。（3期）

## 部活動
運動部
- 野球部（甲子園に戦前4度・戦後2度出場）
- サッカー部
- 陸上競技部
- 水泳部
- 柔道部
- 剣道部
- 男子バスケットボール部
- 女子バスケットボール部
- 男子バレーボール部
- 女子バレーボール部
- テニス部（女子は新潟国体強化指定）
- 男子ソフトテニス部
- 女子ソフトテニス部
- バドミントン部
- 卓球部
- ラグビー部
- 弓道部
- 登山部

文化部
- 写真部
- 吹奏楽部
- 文学部（機関誌名：柏葉）
- 演劇部
- 美術部
- 書道部
- 音楽部軽音班
- 音楽部合唱班
- 生物部
- 化学部
- 天文部
- 数学部
- 語学部

同好会
- ダンス有志

## 著名な出身者
旧制中学校時代の卒業生も含む。

### 政界・官界・財界
- 磯部尚（弁護士・衆議院議員・田中義一内閣司法参与官、建築家の日比忠彦の弟）
- 大野市郎（元：自由民主党 衆議院議員）
- 小幡幹雄（元：参議院事務総長）
- 小原直（司法次官・司法大臣・内務大臣）
- 久住時男（元：見附市長）
- 川上淳一郎(元：衆議院議員、自由民権運動家）
- 清沢俊英（元：衆議院議員、労働運動家）
- 木村清司（元：官選福井県知事、名古屋市助役）
- 斎藤祥三郎（元・外務省翻訳官・私立東京英語学校(日本学園中学校・高等学校の前身)講師[12]　外交官　駐米大使斎藤博の父）
- 関矢橘太郎（元・衆議院議員）
- 稲田亮（現：見附市長、元：国土交通省港湾局クルーズ振興室長、元：中津市副市長）
- 加藤知正（元：衆議院議員）
- 小林孝平（元：長岡市長・参議院議員）
- 森民夫（元：長岡市長）
- 磯田達伸（現：長岡市長）
- 駒形十吉（元：大光相互銀行会長・元：新潟総合テレビ社長）
- 高鳥修（元：衆議院議員、高鳥修一の父）
- 田村文吉（元：郵政大臣・初代北越製紙社長）
- 中島慶次（元：王子製紙会長）
- 長島忠美（元：衆議院議員・元：山古志村長）
- 波多野伝三郎（官選福井県知事・第1回衆議院議員）
- 橋本圭三郎（元：大蔵次官・元：日本石油社長・元：帝国石油総裁・元：貴族院議員）
- 長谷川赳夫（元：貴族院議員、内閣統計局長、錦鶏間祗候）
- 堀豁（元：東北電力社長）
- 堀口九萬一（元：外交官・堀口大學の父）
- 長谷川信（元：法務大臣・元：参議院議員）
- 本田均（元：駐フィンランド特命全権大使）
- 村山達雄（元：大蔵大臣・元：厚生大臣・元：衆議院議員）
- 山田又七（宝田石油創業者）
- 森俊三（元：信越化学工業社長）
- 米山勉（ヨネックス会長・元社長）

### 旧軍人・軍関係者

#### 陸軍
- 豊辺新作（陸軍中将・騎兵監　長岡洋学校第1期生）
- 小林順一郎（陸軍砲兵大佐・陸軍士官学校6期、教育総監部附、実業家）
- 椰野巌（軍医総監、陸軍軍医中将、南方軍軍医部長・長岡藩医 椰野直（長岡会社病院院長）の長男）
- 大橋熊雄（陸軍中将、陸軍士官学校28期、関東軍参謀、駐蒙軍高級参謀、北支那方面軍特務部長）

#### 海軍
- 山本五十六（連合艦隊司令長官）
- 小山吉郎（海軍造船総監・海軍造船少将・工学博士）
- 丸田幸治（海軍軍医少将）
- 山本孝治（海軍法務官、東京帝国大学法学部、515事件の海軍検察官[13]）
- 佐藤正四郎（海軍少将・海軍兵学校37期、砲術学校教頭、･26事件で横須賀鎮守府特別陸戦隊4ヶ大隊指揮）
- 五十嵐恵（海軍中佐、蕨艦長、五十嵐邁の父）
- 田中菊松（海軍中将・重巡洋艦熊野艦長、インドネシア独立宣言に関わった第5警備隊前田精少将の上官、第21特別根拠地隊司令官）
- 竹垣純信 (海軍機関中佐・第一次世界大戦で地中海に派遣された第二特務艦隊の第11駆逐隊機関長)
- 佐藤正四郎（海軍少将・226事件の鎮圧に出動した海軍陸戦隊司令官）

### 文化・芸術
- 半藤一利（歴史作家・文藝春秋編集者・転入生）
- 半藤末利子（随筆家、半藤一利の夫人、松岡譲の娘、夏目漱石の孫）
- 宮柊二（歌人）
- 阿刀田高（作家・東京都立西高等学校・中途転出）
- 池上正治（作家・翻訳家）
- 入船亭扇辰（落語家）
- 小川悦司（漫画家）
- 笠原和夫（脚本家）
- 川上四郎（童画画家）
- 小林信也（作家）
- 斎藤惇夫（作家）
- 寒川道夫（教育者、児童文学作家）
- 絓秀実（文芸評論家）
- 関川夏央（作家）
- 高野素十（俳人・医学博士）
- 東條政利（映画監督）
- 広橋真紀子（作曲家、音楽プロデューサー、ピアニスト）
- 堀口大學（詩人・仏文学者）
- 松岡譲（作家・夏目漱石の女婿）
- 山岸真（SF翻訳家）
- 山本迪夫（映画監督）
- 和月伸宏（漫画家）

### 学術・技術
- 青柳卓雄（工学者・パルスオキシメータの発明者、ノーベル生理学医学賞候補、日本人初のIEEE Medal for Innovations in Healthcare Technology賞受賞者）
- 阿部重孝（東京帝国大学文学部教授・教育学者）
- 安達栄司（立教大学大学院法務研究科教授）
- 浅井信雄（国際政治学者・元読売新聞記者）
- 伊藤貞勝（東京府立第一高等女学校・初の専任校長）
- 伊東多三郎（歴史学者・元東京大学史料編纂所教授）
- 依田高典（京都大学大学院経済学研究科教授）
- 井上円了（仏教哲学者・東洋大学創設者）
- 猪俣津南雄（早稲田大学講師、マルクス経済学研究者・社会主義運動の指導者）
- 小野塚喜平次（政治学者・東京帝国大学総長・中退、南原繁は弟子、丸山眞男は小野塚喜平次の孫弟子である）
- 大井邦雄（早稲田大学名誉教授）
- 小林達雄（考古学者・國學院大學名誉教授・新潟県立歴史博物館名誉館長）
- 小西信八（東京盲唖学校および東京聾唖学校（筑波大学附属聴覚特別支援学校の前身）の校長)
- 熊谷洋（ジャカルタ医科大学教授・東京大学薬学科薬品作用学教室初代教授・東京大学医学部長・日本医師会副会長・日本医学会会長）
- 黒田亮（心理学者・京城帝国大学教授)
- 駒形作次（日本原子力研究所理事長・日本原子力学会副会長、日本で最初の半導体（トランジスタ）研究を行った）
- 斎藤馨（造園学者・東京大学名誉教授）
- 佐藤剛蔵（京城医学専門学校第7代校長（現在のソウル大学医学部の前身）・大韓医院（朝鮮語版）医育課長、京城帝国大学教授・同仁会平壌医院医学校長・朝鮮半島での医療教育の功労者[14]）
- 島峰徹（歯科医師・国立東京医科歯科大学の創立者・初代学長　明治25年入学 長岡藩医島峰恂齋の息子）
- 下田僚（中央大学文学部・大学院文学研究科元教授・臨床心理士）
- 谷口腆二（元大阪大学微生物研究所長・大阪大学医学部長）
- 鶴見一之（土木技師・仙臺高等工業學校教授、校長）
- 栂野明二郎（明次郎）（醤油醸造の促成法の発明、日本醸造工業株式会社元社長）
- 内藤隆夫（北海道大学経済学部准教授）
- 野中到（原子物理学者・元・東京大学教授兼原子核研究所長）
- 日比忠彦（元京都帝国大学教授・建築家・鉄筋コンクリート建築、構造学の権威）
- 広川広四郎（逓信省鉄道技師・東京市街高架鉄道〔現山手線、京浜東北線の上野から浜松町〕と中央停車場〔現東京駅〕を調査設計）
- 廣川洋一（哲学者・筑波大学名誉教授）
- 樋口助弘 （東京慈恵医科大学物療学教室・現東京慈恵医科大学放射線医学講座初代教授、放射線医学総合研究所長）
- 星野慎一（元成蹊大学教授）
- 本間正義（元・国立国際美術館館長）
- 加藤俊徳（医師・脳科学者、近赤外分光分析法fNIRS法[15]の第一発見者、開発者）
- 三浦岱栄 （慶應義塾大学医学部名誉教授、杏林大学教授　精神医学者）
- 矢島悦太郎（中央大学名誉教授・元社会政策学会代表幹事）
- 山本健兒（九州大学大学院経済学研究院・教授）
- 古城利明（中央大学名誉教授）[要出典]

### 芸能
- 春風亭鯉づむ（落語家）
- 星野知子（女優・エッセイスト）
- 風間瞬（ミュージシャン）

### マスコミ
- 浅野薫（フリーアナウンサー・元：長野放送在籍）
- 近藤麻智子（フリーアナウンサー（ニチエンプロダクション所属）・元：札幌テレビ放送及び新潟総合テレビ在籍）
- 櫻井よしこ（国際ジャーナリスト・元：NNNキャスター）
- さとう一声（フリーアナウンサー・元：テレビ朝日在籍）[16]
- 白岩裕之（元：日本テレビアナウンサー・元：（株）フォアキャスト・コミュニケーションズ代表取締役社長・前：テレビ信州代表取締役社長）
- 田巻佑規子（テレビ新潟アナウンサー・元：長野放送在籍）
- 中村ちひろ（元：FM PORTアナウンサー・ラジオパーソナリティ）
- 古川利明（ジャーナリスト）
- 星野一弘 （新潟放送アナウンサー）
- 木花牧雄（NHK新潟放送局アナウンサー）
- 松永二三男（フリーアナウンサー・元：日本テレビ在籍）
- 村山志保（元：新潟テレビ21アナウンサー・塚田一郎参議院議員夫人）
- 村山千代（テレビ埼玉アナウンサー・元：新潟総合テレビ在籍）

### スポーツ
- 多田雄幸（ヨットマン）
- 渡辺なつみ（陸上競技選手）

### その他
- 金子正輝（プロ雀士）
- 韮澤潤一郎（超常現象研究家）
- 藤井宣正（僧侶、探検家）
- 堀憲郎（歯科医師、日本歯科医師会会長）[17]
- 山岸憲司（弁護士、日本弁護士連合会会長）
- 渡部翔子（映像プロデューサー）

### 教職員
- 三島億二郎（校長　長岡藩大参事）
- 藤野善蔵（教頭　慶応義塾塾長・現行塾長制度制定前）
- 大橋佐平（事務取扱　博文館書店創業者（現在の東京堂書店））
- 城泉太郎（校長　徳島慶應義塾校長（徳島県に設置された慶応義塾の分校[18]）、立志学舎教授、慶応義塾教授・自由民権運動家）
- 森総之助（理科　旧制第三高等学校校長、京都帝国大学教授 　湯川秀樹、朝永振一郎に物理学を教授した）
- 田制佐重（英語　早稲田大学講師・教育学者）
- 浦口文治（英語　慶応義塾大学講師、同志社大学創立時の英文科主任教授[19]、東京商科大学教授「新評註ハムレツト」の翻訳者）

## 舞台になった作品
- 宙舞（そらん） 小学館・ビッグコミックス
  - 本校OBの小林信也が原作、秋重学がイラストを担当している漫画。1巻には、長岡高校の名物である『渡河レース』をモチーフとした徒競走が描かれている。

## アクセス
- 長岡駅東口より東へ約750m（徒歩：約10分）